# Europese weg 101
De Europese Weg 101 of E101 is een Europese weg die loopt van Moskou in Rusland naar Kiev in Oekraïne.

## Algemeen
De Europese weg 101 is een Klasse A Noord-Zuid-referentieweg en verbindt het Russische Moskou met het Oekraïense Kiev en komt hiermee op een afstand van ongeveer 850 kilometer. De route is door de UNECE als volgt vastgelegd: Moskou - Kaloega - Brjansk - Hloechiv - Kiev.